# Мармурове м'ясо

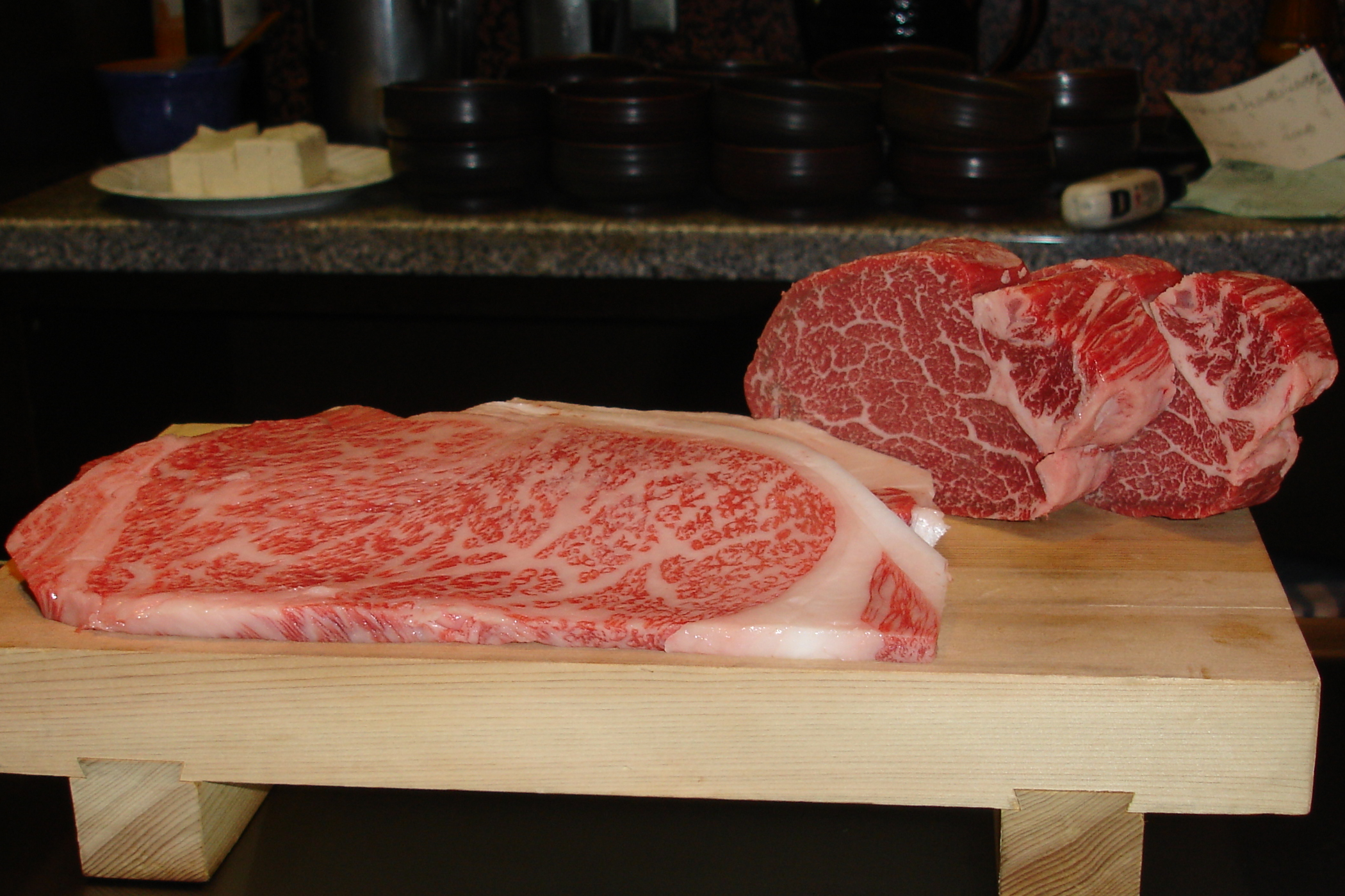
Яловичина Кобе, Японія

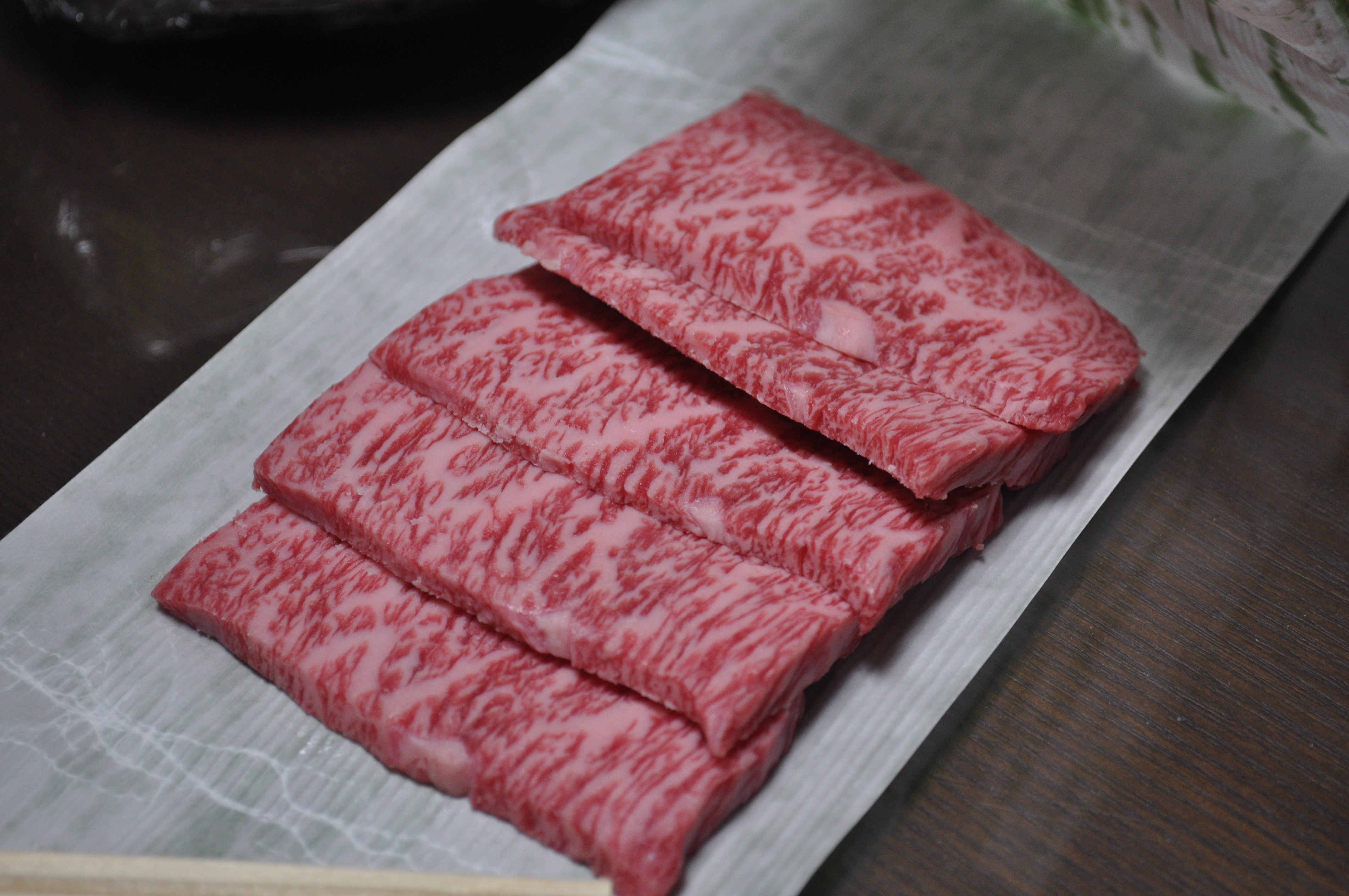
М'ясо корів породи Вагю

Мармурове м'ясо — м'ясо ссавців, зазвичай червоне, яке містить різні кількості внутрішньом'язового жиру, надаючи йому вигляд, що нагадує мармуровий візерунок. Найчастіше цей термін використовується для яловичини, але також може бути використаний для свинини (порода Токіо-Ікс) та конини (м'ясо якутського коня). Телятина мало схильна до утворення мармуровості, оскільки в молодої рогатої худоби спочатку розвивається підшкірний жир, жир навколо нирок, серця, жир у тазовій області. У другу чергу утворюється міжм'язовий жир, і тільки в останню внутрішньом'язовий. Мармурове м'ясо є делікатесом, і ціни на нього часом досягають до 799 доларів за кілограм і також з нього роблять стейки

## Термінологія
Мармуровість м'яса — наявність внутрішньом'язового жиру в м'ясі тварини. Оцінювачі розглядають обсяг і розподіл мармуровості в м'язах області під лопаткою на поверхні зрізу після того, як надріз був здійснений між 12-м і 13-м ребрами. Ступінь мармуровості є основним показником якості. 

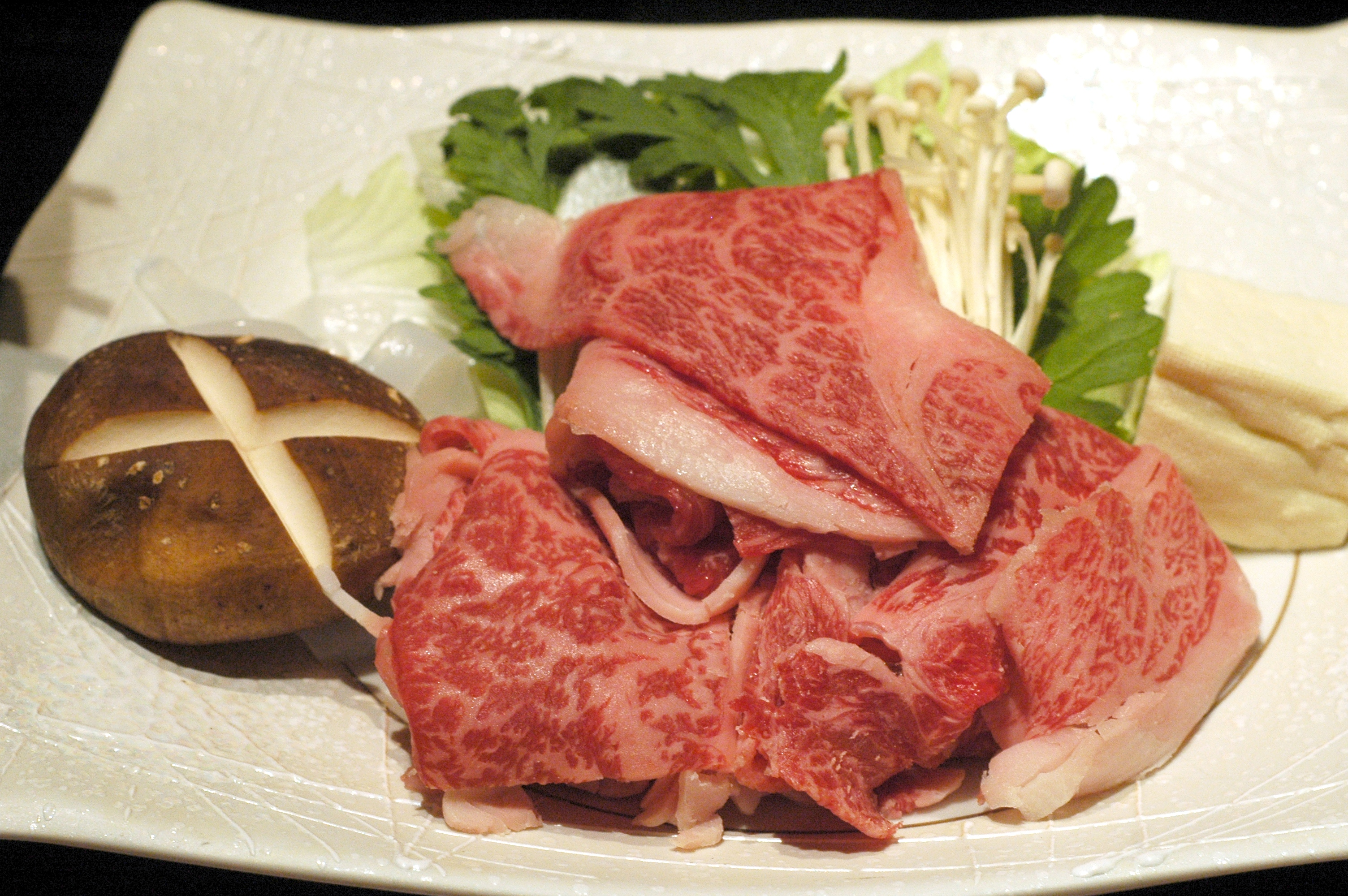
Складники для сукіякі

## Фактори, що впливають на мармуровість

### Селекція
Мармуровість може залежати від селекції. Велика рогата худоба таких м'ясних порід як абердин-ангус, шортгорнська та вагю, і таких молочних, як джерсейська, голштинська  і бура швіцька мають більш високі бали мармуровості в середньому у великої рогатої худоби в порівнянні з іншими породами, такими як  симентальська, шароле або кіанська.

### Харчування
Мармуровість також може залежати від часу годування і типу корму. Чим довше худобу годують висококалорійною їжею, тим більше шансів, що воно буде мати більш високі показники якості, але значно меншу кількість мармурового м'яса (у відсотках від туші, тобто співвідношення пісного м'яса до мармурового). Годування худоби великою кількістю злакових культур, таких як кукурудза або ячмінь, змінить колір жиру каркаса з жовтуватого до білого. До того ж збільшаться шанси на отримання більш високого класу якості відповідно до даних Міністерства сільського господарства США.

### Фізична активність
Низька фізична активність також є фактором, що впливає на мармуровість. У корів і бичків, які виросли в тісних стійлах, м'ясо стає м'якшим, ніж у тварин вільного випасу. Тим самим тварини, обмежені в русі, легко накопичують внутрішньом'язовий жир, їх м'ясо стає м'яким. А корови вільного випасу вживають багату клітковиною траву (а не злаки), і мають серйозні силові навантаження на м'язи під час ходіння.

## Вплив на організм
Сучасні дослідження в галузі медицини показують, що мармурове м'ясо випереджає звичайну яловичину за змістом азотистих екстрактних речовин, пантотенової кислоти, біотину а. Такі речовини підсилюють секреторну функцію травного апарату та сприяють кращій засвоюваності продуктів. Мармурове м'ясо в легкозасвоюваній формі містить залізо. Воно активно сприяє виведенню речовин, що провокують ракові захворювання.